# 卵心叶虎耳草
卵心叶虎耳草（学名：Saxifraga aculeata），为虎耳草科虎耳草属下的一个植物种。